# Lygothericles
Lygothericles is een geslacht van rechtvleugeligen uit de familie Thericleidae. De wetenschappelijke naam van dit geslacht is voor het eerst geldig gepubliceerd in 1977 door Descamps.

## Soorten
Het geslacht Lygothericles omvat de volgende soorten:
- Lygothericles angolensis Descamps, 1977
- Lygothericles niger Descamps, 1977